# الکساندروس پانایی
الکساندروس پانایی (به انگلیسی: Alexandros Panayi) (زاده ۲۴ ژوئن ۱۹۷۰) خواننده قبرسی است.
او نماینده قبرس در مسابقه آواز یوروویژن ۱۹۹۵ بود.